# Hrabstwo Metcalfe

Piramida wieku hrabstwa

Hrabstwo Metcalfe – hrabstwo w USA, w stanie Kentucky. Według danych z 2000 roku, hrabstwo zamieszkiwało 10037 osób. Siedzibą hrabstwa jest Edmonton.

## Miasta
- Edmonton
- Summer Shade (CDP)